# Сытинская, Надежда Николаевна
Наде́жда Никола́евна Сыти́нская (22 февраля [7 марта] 1906, Таллин — 4 июля 1974, похоронена на Красненьком кладбище Санкт-Петербурга) — советский астроном.

## Биография
Окончила Ленинградский университет. Затем работала научным сотрудником Ташкентской обсерватории. С 1930 года и до конца жизни — научный сотрудник обсерватории Ленинградского университета (с 1951 — профессор). Жена астронома В. В. Шаронова.

## Научная деятельность
Основные научные труды посвящены исследованиям планет и метеоров. В 1933 и 1946 годах получила оценки плотности метеорного потока Драконид и определила его структуру. В 1930—1940 годах разработала методику фотографической фотометрии метеоров на основе наблюдений из двух пунктов с использованием обтюратора, создала метод оценки масс метеорных тел по их яркости. Развила и усовершенствовала ряд методов фотографической фотометрии, применив их к исследованию различных небесных тел, главным образом Луны и Марса. Получила оценки оптических параметров атмосферы Марса и атмосферного давления на поверхности планеты (20 мбар), впоследствии подтверждённые наблюдениями с автоматических межпланетных станций. В 1946 году ввела понятие «фактор гладкости», определяющий степень шероховатости поверхности планеты, исследовала видимую отражательную способность различных лунных объектов, сравнив их с земными породами и метеоритами. Изучив вопрос о влиянии ударов и взрывов метеоритов на строение лунной поверхности, сформулировала совместно с В. В. Шароновым в 1959 году «метеорно-шлаковую» теорию строения наружного покрова Луны, объяснив образование реголита дроблением, частичным расплавлением и спеканием лунных пород. Впоследствии именно эта теория была подтверждена при посадке на лунную поверхность советской автоматической станции «Луна-9» и других аппаратов.
Снималась в научно-популярном фильме «Луна» режиссёра П. Клушанцева.

## Память
В честь Н. Н. Сытинской назван кратер Сытинская/Sytinskaya на планете Марс

## Научные и научно-популярные труды
- Сытинская H. H. Абсолютная фотометрия протяжённых небесных объектов, Л., изд-во ЛГУ, 1948.
- Сытинская Н. Н. Есть ли жизнь на небесных телах? Изд АН СССР, 1950.
- Сытинская Н. Н. Есть ли жизнь на других планетах? Госкультпросветиздат, 1952.
- Сытинская Н. Н. Луна и её наблюдение.	М.: Тех.-теор. лит., 1956 .
- Сытинская H. H. Природа Луны. М.: Физматгиз, 1959.